# Bahnhof Luckenwalde
Der Bahnhof Luckenwalde ist der Bahnhof der Stadt Luckenwalde im Landkreis Teltow-Fläming. 1841 ging er in Betrieb. Das jetzige, in den 1910er Jahren eröffnete, Empfangsgebäude ist mittlerweile das dritte. Die 1900 eröffneten Jüterbog-Luckenwalder Kreiskleinbahnen besaßen einen separaten Kleinbahnhof etwa 500 Meter südlich des Staatsbahnhofs. Empfangsgebäude von Staats- und Kleinbahnhof stehen unter Denkmalschutz.

## Lage
Der Bahnhof Luckenwalde liegt am Streckenkilometer 49.8 der Bahnstrecke Berlin–Halle (gezählt vom Anhalter Bahnhof in Berlin). Er befindet sich zentral in der Stadt, etwa 600 Meter westlich des Marktplatzes. Der Bahnhof grenzt an den Bahnhofsplatz und die Käthe-Kollwitz-Straße. In Richtung Norden ist die nächste Station der vier Kilometer entfernte Haltepunkt Woltersdorf/Nuthe-Urstromtal. Der Bahnhof Jüterbog liegt etwa 14 Kilometer weiter südlich. Außerdem befindet sich Luckenwalde im Gebiet des Verkehrsverbundes Berlin-Brandenburg (VBB).

## Geschichte

### Staatsbahnhof

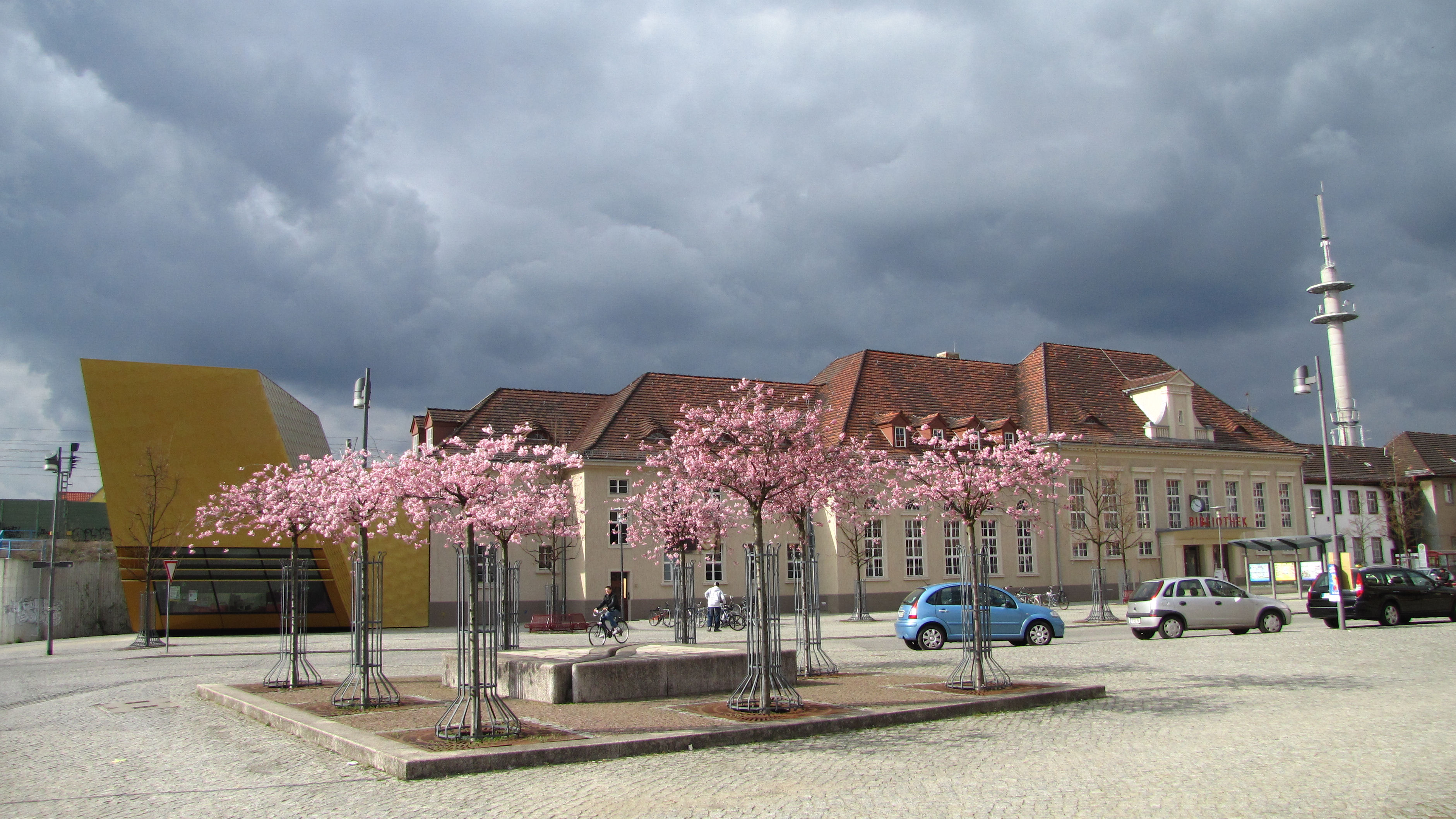
Empfangsgebäude mit Anbau (2011)

Der Bahnhof Luckenwalde wurde am 1. Juli 1841 in Betrieb genommen. Ursprüngliche Überlegungen sahen einen Streckenverlauf über Treuenbrietzen vor, jedoch setzte sich der Verwaltungsdirektor der Berlin-Anhaltischen Eisenbahn-Gesellschaft, Heinrich Conrad Carl für eine Führung über Luckenwalde. Carl besaß zugleich eine Fabrik in Luckenwalde.
Nachdem zunächst der erste Abschnitt der Anhalter Bahn von Berlin bis Jüterbog eröffnet worden war, folgte am 10. September 1841 des gleichen Jahres die durchgehende Gesamtstrecke über Wittenberg bis zum Bahnhof Köthen. Ein Empfangsgebäude existierte von Anfang an. Für den Bau des Bahnhofs waren 12.000 Reichstaler veranschlagt worden, tatsächlich kostete sein Bau 18.693 Taler.
Der Anschluss an das Schienennetz wirkte sich positiv auf Luckenwaldes Wirtschaft aus. Der Ausbau der Anhalter Bahn begann 1872 in Berlin. In Luckenwalde entstand ein neues Empfangsgebäude. Im Gegensatz zum ersten Gebäude entstand es diesmal auf der östlichen Seite. Ein Fußgängertunnel sorgte für den Zugang zu den Bahnsteigen. Das zweite Empfangsgebäude musste zum einen wegen der steigenden Zahl an Fahrgästen und zum anderen auch für den Versand der Produkte der Luckenwalder Industrie errichtet werden. Auch ein Güterbahnhof mit Verladegleis und Stückgutschuppen wurde errichtet.
Zu Beginn des neuen Jahrhunderts kamen Pläne für einen umfangreichen Ausbau der Anhalter Bahn auf. Zwischen Berlin und Jüterbog sollte die Strecke viergleisig ausgebaut werden. Aufgrund des Ersten Weltkrieges wurden die Arbeiten jedoch nicht fertiggestellt. Realisiert wurde jedoch die Verlegung der Gleise in der Stadt Luckenwalde, die in Dammlage neu errichtet wurden. 1915 wurde mit diesem Bauvorhaben begonnen. Dafür wurden auch französische Kriegsgefangene eingesetzt. Im Zusammenhang mit diesen Arbeiten erhielt der Bahnhof ein neues, das dritte Bahnhofsgebäude, das wurde zwischen 1914 und 1916 erbaut wurde. Die Arbeiten waren 1917 komplett abgeschlossen.
Ebenfalls war geplant, einen eigenen Bahnsteig für die Vorortbahn zu errichten. Nach Ende des Ersten Weltkrieges lebten die Pläne für einen weiteren Streckenausbau erneut auf, aber nach 1922 wurde dieses Projekt nicht mehr weiter verfolgt. Ein dritter Bahnsteig entstand nicht. Noch bis ins 21. Jahrhundert waren Teile dieses begonnenen Bahnsteigs zu erkennen.
Seit 2008 befindet sich im ehemaligen Empfangsgebäude eine Bibliothek. Ende 2006 begann der Umbau dazu. 2007 wurde ein goldenfarbener Anbau errichtet. Die Kosten betrugen etwa 3,4 Millionen Euro. Ungefähr 45.000 Medien sind dort auszuleihen. Das Bahnhofsgebäude steht unter Denkmalschutz.

### Kleinbahnhof

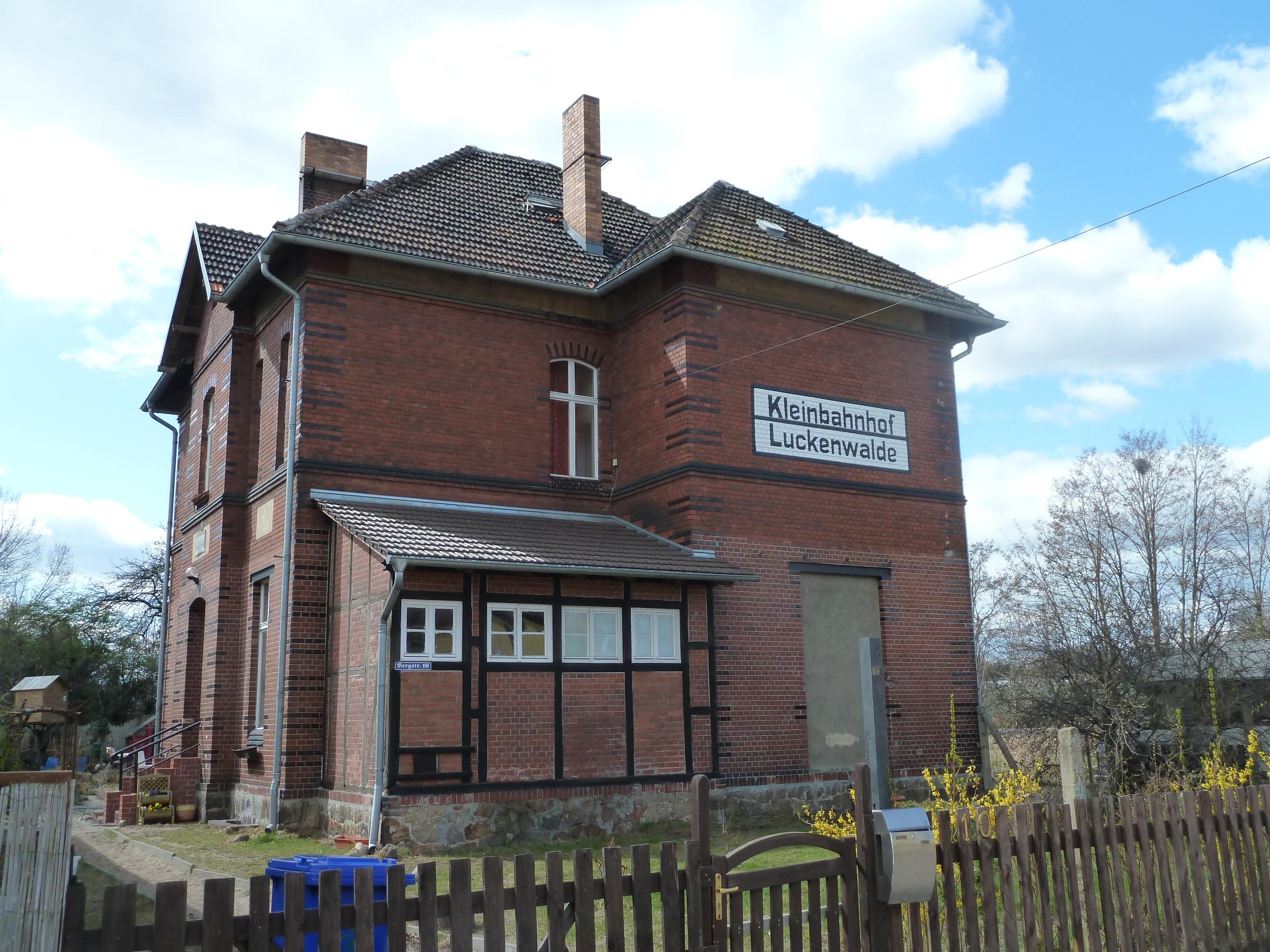
Denkmalgeschütztes Empfangsgebäude der Kleinbahn.

Der Kleinbahnhof wurde am 20. Dezember 1900 in Betrieb genommen. Eine niveaugleiche Verladerampe vom Kleinbahnhof zur Normalbahn war vorhanden. Für den Transport landwirtschaftlicher Erzeugnisse, z. B. nach Berlin, war das von Bedeutung. Schon am 19. Januar 1932 wurde der Personenverkehr auf dem Abschnitt zwischen Luckenwalde und Hohenseefeld eingestellt, da von nun an Omnibusse die Personenbeförderung vornahmen. Auch der Güterverkehr wurde am 15. Februar 1939 aufgegeben.
Nach 1945 lebte der Personen- und Güterverkehr auf der Kleinbahnstrecke erneut auf. Allerdings endete der Verkehr dann bereits am südlichen Stadtrand und der alte Kleinbahnhof wurde nicht mehr angefahren. Sein altes Empfangsgebäude blieb erhalten und steht unter Denkmalschutz.

## Anlagen

### Empfangsgebäude
Im dritten Empfangsgebäude von 1917 waren die Wohnung des Bahnhofsvorstehers und einige Diensträume untergebracht. Außerdem befanden sich im Gebäude die nach Klassen getrennten Wartesäle und Bahnhofsgaststätten. Der Wartesaal der ersten Klasse war etwas prunkvoller ausgestattet. Große Anzeigetafeln, die Auskunft über die Ankunft der Züge gaben, befanden sich in Wartesälen und Empfangshalle. An einem Kontrollhäuschen wurde nur Person mit Ticket der Zutritt zum Bahnsteig gewährt. Jeder, der auf den Bahnsteig wollte, musste eine Bahnsteigkarte kaufen, auch wenn er nicht mit dem Zug fahren wollte.

### Bahnsteige und Gleise
Vom Umbau des Bahnhofs in den 1910er Jahren bis Ende der 1990er Jahre besaß der Bahnhof zwei Mittelbahnsteige. Nach 2000 wurde der Bahnhof erneut umgebaut. Seitdem verlaufen heute insgesamt vier Gleise durch den Personenbahnhof. Bei zwei davon handelt es sich um Bahnsteiggleise an Außenbahnsteigen. Diese tragen die Nummern 3 und 4. Ihre Länge beträgt jeweils 270 Meter und ihre Bahnsteighöhe jeweils 76 Zentimeter.

### Postbahnhof
Am Postbahnhof gab es ein Verladegleis zum städtischen Gaswerk. Er besaß zwei Verladerampen. Ein Personentunnel verband den Postbahnhof mit den Bahnsteigen. Im zweigeschossigen Gebäude befanden sich im Obergeschoss Diensträume für das Bahnpersonal.

### Weitere Anlagen
Links neben dem Haupteingang des Gebäudes befand sich der Personentunnel zum dritten, nicht vollendeten Bahnsteig.

## Personenverkehr
Der Bahnhof Luckenwalde liegt im Tarifgebiet des Verkehrsverbundes Berlin-Brandenburg und wird seit dem Fahrplanjahr 2023 halbstündlich von Regionalexpresszügen bedient. Vor dem Bahnhof halten mehrere Buslinien.
| Linie                    | Linienverlauf | Takt (min)                                                      | EVU              |
| ------------------------ | --- | --------------------------------------------------------------- | ---------------- |
| RE 3                     | Lutherstadt Wittenberg Hbf – Jüterbog – Luckenwalde – Ludwigsfelde – Berlin Hbf – Angermünde – Schwedt (Oder) / Pasewalk – Züssow – Stralsund Hbf | 60 (120 Wittenberg–Jüterbog und Angermünde–Schwedt / Stralsund) | DB Regio Nordost |
| RE 4                     | Falkenberg (Elster) – Jüterbog – Luckenwalde – Ludwigsfelde – Berlin – Rathenow – Stendal                                                         | 60 (120 Falkenberg–Jüterbog und Rathenow–Stendal)               | DB Regio Nordost |
| Stand: 15. Dezember 2024 | |                                                                 |                  |